# ジュニア・サンビア
ジュニア・サンビア（Junior Sambia）ことサロモン・サンビア（Salomon Sambia、1996年9月7日 - ）はフランスのサッカー選手。ポジションはMF。USサレルニターナ1919所属。

## 経歴
リヨンに生まれ、シャモア・ニオールFCの下部組織に所属。2014年夏にトップチームに昇格した。同年9月12日のディジョンFCO戦に18歳と5日で出場し、ニオールで最も若くデビューした選手になった。
2020年4月にCovid-19に感染し、一時は自発呼吸すらもままならない状態に陥るも、回復し事なきを得た。

## 人物
両親は中央アフリカ出身。